# Gottlieb Elster
Gottlieb Elster (* 8. Oktober 1867 in Greene; † 6. Dezember 1917 in Braunschweig) war ein deutscher Bildhauer und Medailleur.

## Leben
Elster studierte ab 1884 an der Technischen Hochschule Braunschweig, von 1888 bis 1891 an der Münchner Kunstakademie und anschließend in Berlin. In Berlin arbeitete er bei Otto Lessing, Fritz Schaper, Reinhold Begas und bis 1905 bei Adolf Brütt. Daneben unterhielt er ein eigenes Atelier. Er war ab 1910 als Brütts Nachfolger Leiter der Weimarer Bildhauerschule und ihrer Erzgießerei unter der Leitung von Gießermeister Friedrich Köhler. Elster zog 1913 nach Braunschweig, wo er bis zu seinem Tod lebte und arbeitete.

## Werke

### Werke innerhalb Weimars
In Weimar sind von Elster erhalten: das von Köhler gegossene Denkmal für Johannes Daniel Falk (1768–1826) am Graben, die Brunnenfigur des „Steuereinnehmers“ (1911), bekannt als Aktenmännchenbrunnen, das im Hof des Gelben Schlosses gewesen war, und die von Elster und seinen Schülern geschaffene Kopie des Euphrosyne-Denkmals (Sandstein, 1912). In Berlin ist die im sogenannten Kunstgewerbeschulbau in Weimar gegossene, heute Caritas genannte Mutter erhalten.

### Werke außerhalb Weimars
Gottlieb Elster gestaltete 1899 die 34,5 cm hohe sogenannte „Löwenzahnvase“ in blaugrüner Lasur mit braunen Sprengseln, die unter der Modellnummer 6273 von der Königlichen Porzellan-Manufaktur Berlin hergestellt wurde.
Auf dem Marktplatz von Rheinsberg, am Eingang zum Schlosspark, steht seit 1995 wieder das Original des 1903 von Elster vollendeten Bronzestandbilds des Kronprinzen Friedrich, nachmals König Friedrich der Große.
Elster erhielt 1909 einen von 5 Preisen im Wettbewerb um das Fritz-Reuter-Denkmal in Stavenhagen, den Auftrag für das 1911 enthüllte Denkmal erhielt jedoch Wilhelm Wandschneider.
Im Park an der Gertraudenkirche in Frankfurt (Oder) steht das 1910 enthüllte Bronzedenkmal für Heinrich von Kleist.
In Goslar gedenkt ein auf einem Sockel kniender Jäger seiner im Ersten Weltkrieg gefallenen Kameraden vom Hannoverschen Jägerbataillon No. 10. Das Denkmal entstand in Zusammenarbeit mit dem Bildhauer Hans Lehmann-Borges.
Im Trianon-Park in Berlin-Weißensee wurde um 1911 die Sitzfigur der Königin Luise enthüllt.
Die Gemeinde Weißensee stiftete 1911 den Bronzeguss „Caritas“ dem Säuglings- und Kinderkrankenhaus (Hansastraße 178–180) zu dessen Gründung. Mit der Schließung des Kinderkrankenhauses zum 1. Januar 1997 und der ungewissen zukünftigen Nutzung des Geländes drohte die Caritas ein Opfer von Vandalismus zu werden. Auf Bestrebung des Vereins Weißenseer Heimatfreunde e. V. wurde die Skulptur vorsorglich eingelagert. Am 21. Juni 2004 wurde der Bronzeguss neben dem Gottfried-Forck-Haus auf dem Gelände der Stephanus-Stiftung (Albertinenstraße 20–23) in Berlin-Weißensee aufgestellt. Am 24. Juni 2004, dem Jahrestag der Stephanus-Stiftung, wurde die Caritas in einer Feierstunde eingeweiht.

## Galerie

Werke von Gottlieb Elster
Die von Marie von Wildenbruch gestiftete Kopie des Euphrosyne-Denkmals im Großherzoglichen Park zu Weimar, 1912
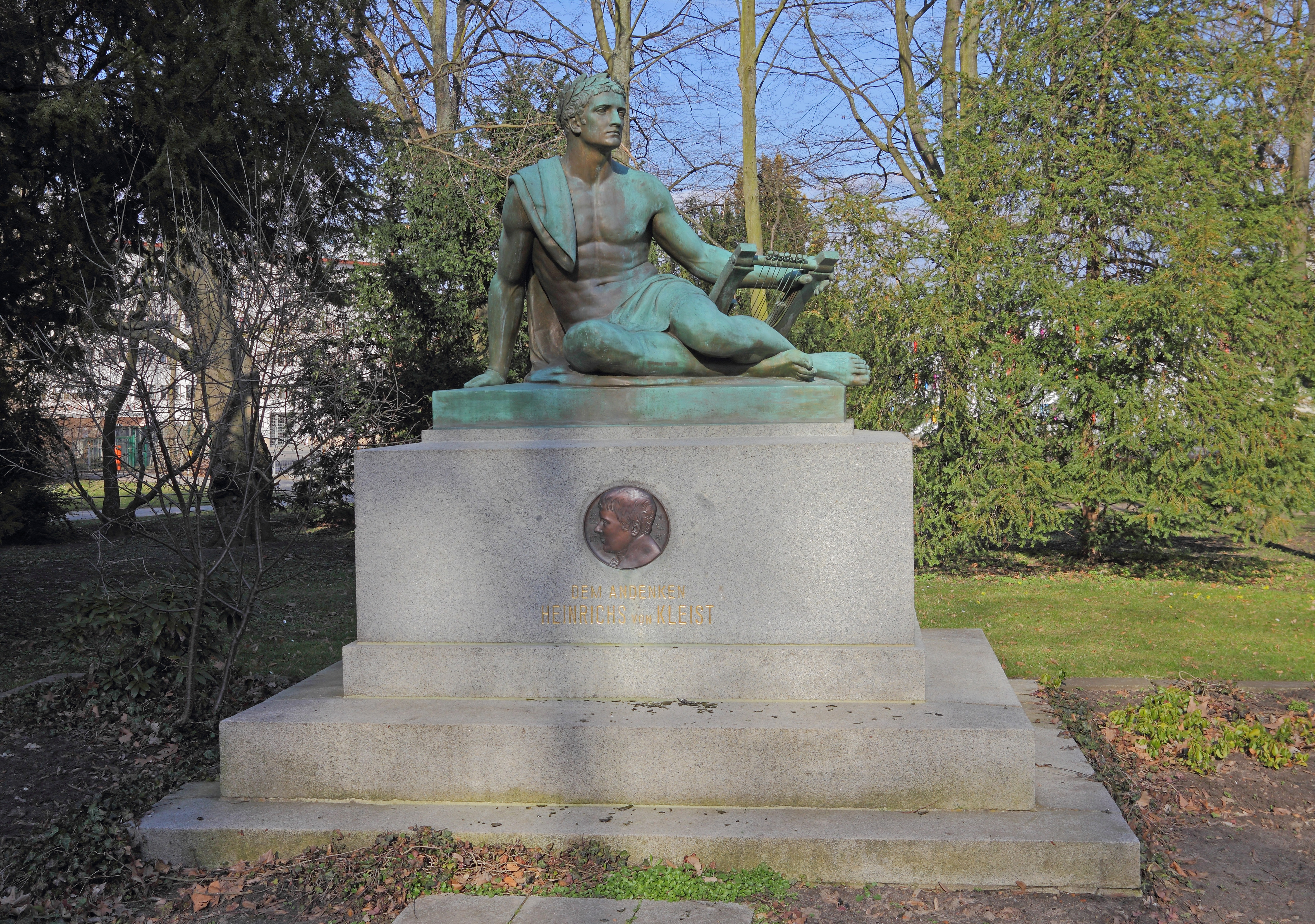
Heinrich-von-Kleist-Denkmal in Frankfurt (Oder)
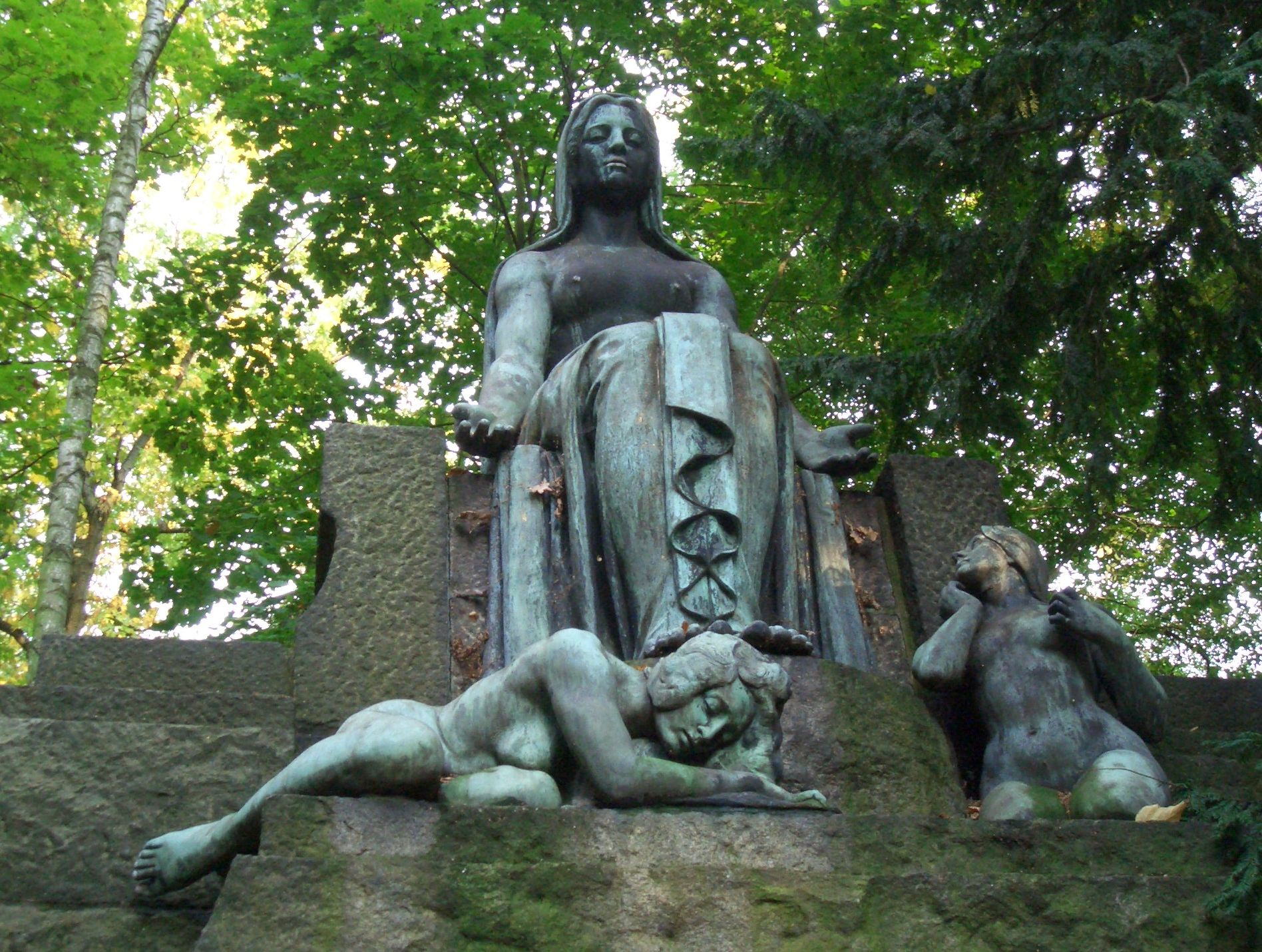
Schwermütige Frauen auf dem Grabmonument im Laehr’schen Privatfriedhof im Schönower Park
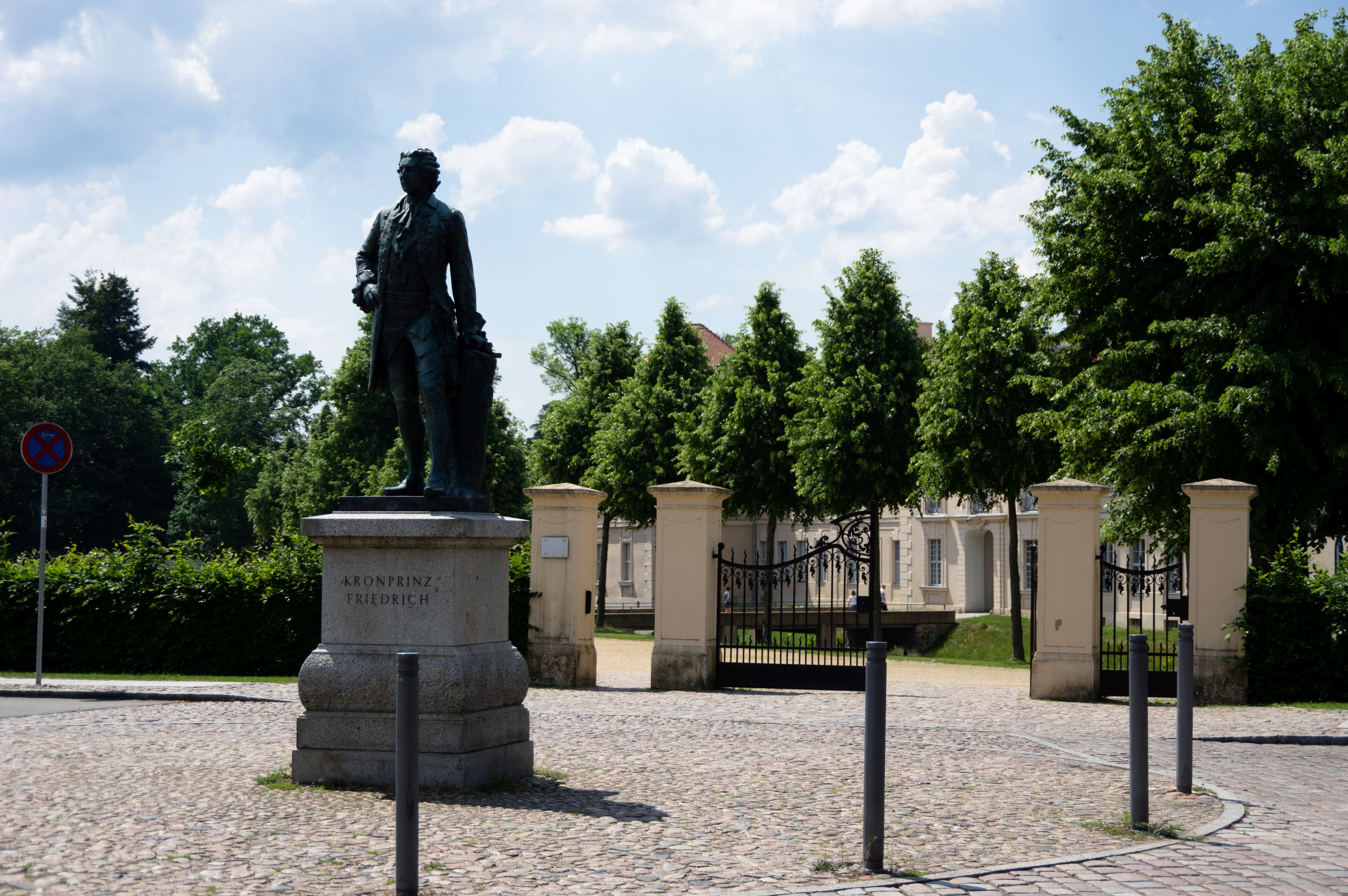
Denkmal des Kronprinzen Friedrich vor dem Schloss Rheinsberg
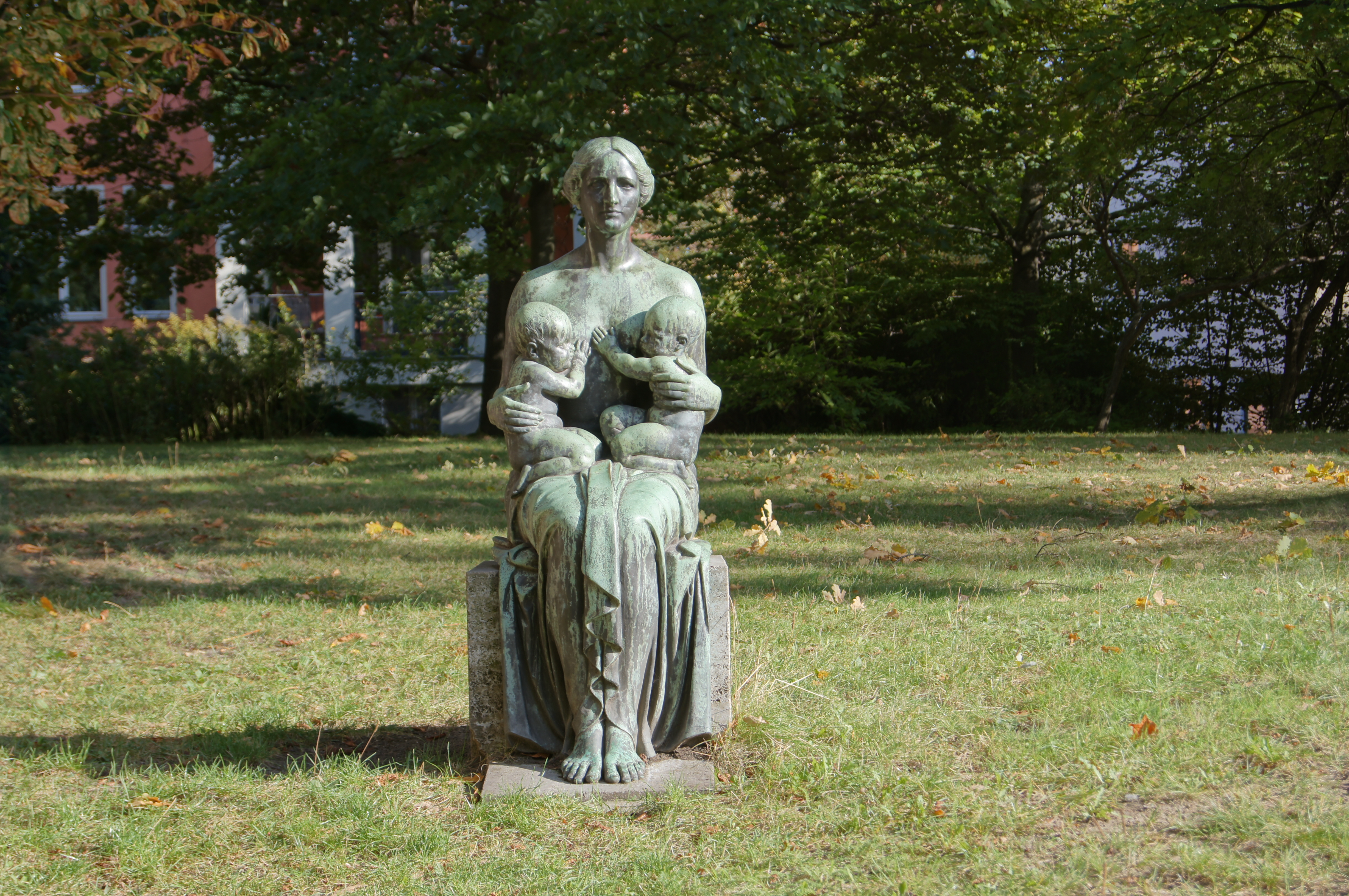
Caritas auf dem Gelände der Stephanus-Stiftung in Berlin-Weißensee (ursprünglich auf dem Gelände des Kinderkrankenhauses Hansastraße)